# پلامپتون، کامبریا
پلامپتون (به انگلیسی: Plumpton) یک روستا در بریتانیا است که در Hesket, Cumbria واقع شده‌است.